# Joujou Turenne
Joujou Turenne, née au Cap-Haïtien, est une conteuse, poète, formatrice et comédienne québécoise,.

## Biographie
Joujou Turenne est née au Cap-Haïtien et a grandi à Montréal,. Elle a fait des études en psychologie et en récréologie à l’Université d’Ottawa, en animation et en théâtre.

### Conte
Turenne commence sa carrière de conteuse et de formatrice avec le grand public et pour les personnes en difficulté à partir de 1985 en suivant une formation pour acteurs avec Pol Pelletier, ainsi que grâce à l'encouragement de Cécile Gagnon. S'intéressant au conte en y intégrant le chant et la danse, elle suit plusieurs formations en danse africaines, caribéennes, orientales et jazz, et en voix et mouvement du Groupe de la Place Royale,. Elle obtient également une bourse de perfectionnement en danse contemporaine et en danse thérapeutique de l’Ottawa Dance Center.
Turenne a publié son premier conte Joujou, amie du vent : contes, au Centre International de Documentation et d'Information Haitienne Caribéenne et Afro-canadienne, en 1998. Cette publication sera suivi de quatre titres chez Planète rebelle: Ti Pinge, avec des illustrations de Karen Hibbard ; traduit en anglais par Kathleen Fee (2000), Contes à rebours : voyages dans un espace nomade (2009), Contes de Joujou : le vent de l'amitié, avec des illustrations de Karen Hibbard (2010) et Joujou Turenne raconte Mandela, avec les illustrations de Patrick Noze (2018), pour lequel elle est finaliste au Prix Tamarac.
Elle a également fait paraitre Hansel et Gretel, avec des illustrations d'André Pijet aux Éditions Alexandre Stanké en 2005. Elle a reçu deux prix pour l'ensemble de sa carrière, soit le Prix Cator en 1998, et le prix Prix Anselme-Chiasson en 2011.
Elle a participé à de nombreux festivals, salons du livre, et événements culturels au Québec, au Canada, en Europe, en Afrique, au Moyen-Orient, dans la Caraïbe, et dans les Amériques.

### Télévision
Turenne est également comédienne et scénariste. Elle a incarné le personnage de Passe-Tourelle dans la télésérie culte pour enfants Passe-Partout en 1987 et 1992. Elle a été scénariste et conteuse dans la télésérie pour enfants Mon amie Maya présentée à TVO et Canal Famille entre 1990 et 1996 ainsi que pour la fable-documentaire Tabala rythmes du vent produit en 1994 par Nutaaq media 1994,.
En 2004, elle a collaboré avec l’Office National du Film pour « La lecture, quelle histoire! », un court métrage produit pour encourager la lecture chez les jeunes dès l'âge préscolaire.,. Elle a eu des rôles dans plusieurs téléséries et films, dont Ma peau blanche réalisé par Daniel Roby (2004), Les Invincibles, réalisé par Jean-François Rivard (2009), The high cost of living, réalisé par Deborah Chow (2010) et Starbuck, réalisé par Ken Scott (2011).
Turenne vit et travail à Montréal, où elle poursuit sa carrière de conteuse, d'autrice et de formatrice.

## Œuvres

### Contes
- Joujou, amie du vent : contes, Montréal, CIDIHCA, 1998, 159 p.  (ISBN 2-89454-060-4)
- Ti Pinge, avec des illustrations de Karen Hibbard ; traduit en anglais par Kathleen Fee, (livre-disque), Montréal, Planète rebelle, 2000, n.p.  (ISBN 2-922528-64-2)
- Hansel et Gretel (livre-disque), avec des illustrations d'André Pijet ; adaptation audio, Claudie Stanké ; musique, Alexandre Stanké, Carignan, Éditions Alexandre Stanké, 2005, n.p. (ISBN 2-89558-229-7)
- Contes à rebours : voyages dans un espace nomade (livre-disque), Montréal, Planète rebelle, 2009, n.p. (ISBN 978-2-923735-03-0)
- Contes de Joujou : le vent de l'amitié, avec des illustrations de Karen Hibbard (livre-disque), Montréal, Planète rebelle, 2010, n.p.  (ISBN 978-2-923735-12-2)
- Joujou Turenne raconte Mandela, avec les illustrations de Patrick Noze, Montréal, Planète rebelle, 2018, 51 p.  (ISBN 9782924797099)

### Ouvrage collectif
- Le conte : témoin du temps, observateur du présent, sous la direction du Collectif Littorale, Montréal, Planète rebelle, 2011, 210 p.  (ISBN 9782923735153)

### Films
- 1987-1992 - Passe-Partout, Radio-Québec (actrice, personnage de Passe-Tourelle)
- 1990-1996 - Mon amie Maya, TVO et Canal Famille (coscénariste, conteuse)
- 2004 - La lecture, quelle histoire! , réalisé par l'Office national du film (actrice)
- 2004 - Ma peau blanche réalisé, réalisé par Daniel Roby (actrice)
- 2009 - Les Invincibles, réalisé par Jean-François Rivard (actrice)
- 2010 - The high cost of living, réalisé par Deborah Chow (actrice)
- 2010-2012 - Les rescapés, réalisé par Claude Desrosiers et Francis Leclerc (actrice)
- 2010-2014 - Trauma, réalisé par Francois Gingras (actrice)
- 2012 - Lance et compte: La déchirure, réalisé par Réjean Tremblay (actrice)
- 2014- 30 vies, Elsa Bennett et Hippolyte Dard (actrice)
- 2011- Starbuck, réalisé par Ken Scott (actrice)

## Prix et honneurs
- 1998 - Prix Cator pour souligner l’ensemble de son travail[8]
- 2011 - Prix Anselme-Chiasson[11]
- 2019 - Finaliste au Prix Tamarac pour Joujou Turenne raconte Mandela[6]